# Gregorio de Molleda y Clerque
Gregorio de Molleda y Clerque (Lima, 8 de mayo de 1692-Cochabamba, 1 de abril de 1756) fue un clérigo peruano. Capellán del palacio virreinal de Lima y canónigo en la catedral de dicha ciudad, viajó a Roma como procurador de la causa de la canonización de Toribio de Mogrovejo, que llevó a buen término. Se ganó la estima del papa Benedicto XIII, que lo hizo su asistente y lo consagró obispo. Fue sucesivamente obispo de Cartagena de Indias (1729-1740), obispo de Trujillo en Perú (1740-1747) y arzobispo de La Plata en Charcas (1747-1756).

## Formación y primeros cargos eclesiásticos
Hijo del caballero de Calatrava Juan de Molleda, y de la limeña Juana de Clerque. Nacido en Lima, hubo de trasladarse a Trujillo, cuando su padre fue nombrado corregidor de dicha localidad. Allí estudió gramática en el Seminario de San Carlos y San Marcelo. Ingresó luego al Real Colegio de San Martín y a la Universidad de San Marcos en Lima, donde se graduó de doctor en Teología. Tras ser ordenado sacerdote en 1716, pasó a ser capellán en el palacio de los Virreyes y obtuvo una canonjía en el cabildo metropolitano de Lima.

## Procurador de la canonización de Toribio de Mogrovejo
En 1724 viajó a Roma, donde asumió como procurador de la causa de la canonización del beato Toribio de Mogrovejo, que fuera el segundo arzobispo de Lima. Este proceso se hallaba suspendido desde 1696, debido a que en la congregación para la causa de los santos no se había logrado los votos necesarios para la aprobación de los milagros propuestos. Molleda logró que el mismo papa Benedicto XIII se interesara en la causa, que terminó siendo aprobada. Toribio de Mogrovejo fue canonizado el 1º de diciembre de 1726. A decir de Manuel de Mendiburu, en todo el proceso Molleda demostró «luces e inteligencia», que fueron decisivas para su éxito.
Tanta estima se ganó del papa, que este lo consagró obispo titular de Isaurópolis, en la capilla del Quirinal, el 7 de octubre de 1725. También fue nombrado prelado doméstico del pontífice y asistente al Sacro Solio Pontificio. Tras la muerte de Benedicto XIII en 1730, el nuevo pontífice, Clemente XII, lo mantuvo a su lado, hasta que en 1736, a solicitud del rey, fue promovido para el obispado de Cartagena de Indias, en América.

## Obispo de Cartagena de Indias
Llegó a Cartagena de Indias en octubre de 1730. Retomó la construcción de una iglesia proyectada en 1666 con el nombre de Santo Tomás de Villanueva, que se había quedado en cimientos, pero propuso el cambio de su título por el de Santo Toribio de Mogrovejo. El gobernador Salas, con el que mantenía discrepancias en varios asuntos, se opuso a ese cambio y sometió el asunto al rey. Finalmente llegó la real cédula que le dio la razón al obispo, que pudo así consagrar el templo al santo arzobispo de Lima. Fue el último templo colonial construido en Cartagena.
Su gobierno episcopal en Cartagena duró diez años. El 19 de diciembre de 1740 fue promovido a la diócesis de Trujillo, en el Perú.

## Obispo de Trujillo (Perú)
Por diversos motivos demoró el viaje a su nueva sede episcopal, hasta que por fin entró en Trujillo el 29 de enero de 1743. Fue recibido con júbilo, al recordarse que había sido alumno del seminario local e hijo del antiguo corregidor de la ciudad. El historiador Rubén Vargas Ugarte señala que no se tiene muchas noticias de los cinco años de su gobierno episcopal en Trujillo.

## Arzobispo de La Plata en Charcas
En agosto de 1748 fue promovido al arzobispado de La Plata, en Charcas (actual Bolivia) donde hizo su entrada el 3 de enero de 1749. Transcurridos algunos años, empezó a presentar síntomas de una demencia senil, que se daba de manera intermitente. Esto fue aprovechado por el cabildo eclesiástico para hacerse del gobierno, nombrando un prebendado que asumió las funciones del arzobispo. Los oidores de la Real Audiencia de Charcas apoyaron dicha medida.
Molleda, que en sus periodos de sanidad se mostraba muy lúcido, se quejó de despojo. Para evitar más tensiones que podían agravar su salud, decidió retirarse a Cochabamba (cuyo clima más sano creyó que podría mejorarle), dejando en La Plata a dos prebendados como gobernadores. Estando en ese retiro falleció el 1 de abril de 1756, luego de ocho años de gobierno pastoral.
Al enterarse el rey de estos sucesos, se enojó y reprendió severamente al cabildo eclesiástico. Declaró también nulos los actos de la audiencia de Charcas sobre la supuesta demencia del arzobispo, ordenando el traslado de algunos de sus miembros a otras jurisdicciones y multando a otros.